# マルチパス
マルチパス（英語: multipath）という用語は、もともとの意味として「経路(英: path パス）が複数あること」を意味する用語で、当用語の使用領域ごとに次のように具体的意味が異なっている。
- （無線通信や電波伝播（radio propagation）の領域）無線信号が空間を伝播する際に、途中に山や建物がある等々が原因で、2つ以上の伝播経路が生じること。また、それにより生じる受信側の乱れを指す。正式用語ではマルチパスプロパゲーション（英: multipath propagation）といい、漢字では多重波伝播（たじゅうはでんぱ）と表記する。（歴史の長い用法）
- （コンピュータネットワークやインターネットの領域）意図的に、複数の経路を同時並行的に使用してネットワーク通信を行う技術。普段の通信速度を倍増させる目的や、冗長性を持たせて一部の通信業者などに通信障害が発生しても通信を確保する目的などで行う。

## 無線のマルチパス
マルチパスは山や建物などがあることで反射や回折などが起きることや、電離層による反射と屈折、大気ダクトなどの空間現象により発生し、通信信号には不要な干渉や位相シフトを引き起こす。この干渉や位相シフトをフェージングと呼ぶ。
ファクシミリやテレビ放送ではマルチパスはジッターやゴーストを引き起こし、正当で主要なイメージの色あせた二重のイメージが見られる。より短い直線的なルートによってアンテナに届く信号と山や建物などによって反射し先述の信号より時間的に遅れてアンテナに届く信号（遅延波）を受信機が受信することによってゴーストは起こる。
FMラジオ放送においては、送信エリア内であっても、周辺のビル等の障害物が周囲にあると上述のように映像はないものの、音声にノイズが乗るなどの受信障害が起こる。この対策には、位相差給電アンテナが有効であるとされる。

実際の目標からのレーダーのマルチパスエコーはゴーストを引き起こす。

レーダー処理においてマルチパスは目標のゴーストを引き起こし、レーダーの受信機を惑わす。通常の目標（これらの反射）のように動いてふるまうためこれらのゴーストは特にやっかいであり、そして受信機は正しい目標の反射（英: echo）を分離させることが困難である。
デジタル無線通信（例えばGSM）において、マルチパスがエラーを引き起こすことがあり通信の品質に影響をおよぼす。エラーはシンボル間干渉（ISI：inter-symbol interference）による。等価器はしばしばISIを修正するのに使われる。また、このマルチパス耐性が高い通信方式としては、OFDM方式があり、CDMA方式においてはレイク受信機などマルチパス対策が施された受信機も存在する。
短波を用いた無線通信では、気象条件によっては、送信地点から受信地点までを結ぶ経路が2つ存在することがある。1つは地球の表面を最短距離で結ぶ経路でショート・パスといい、もう1つは地球の裏側を通る経路でロング・パスという。また、地球を1 - 2周した電波が到達することもある。送信点からの電波が、ショート・パス、ロング・パス、地球を1 - 2周、といった複数の経路で伝わってきた場合、伝播距離の差により受信点ではこだまのように聞こえる。これはエコーとして知られている。
短波を用いた通信で、送信点と受信点とが互いに対蹠点にある場合、どの方位からでも同じ距離の無数の伝播経路が存在するため、比較的安定した通信ができる（地形によるものなど、マルチパスがなくなるわけではない）。これを対蹠点効果（たいせきてんこうか）という。

### 統計モデル
受信電界の振幅や位相の変動を確率的に表すものとして、レイリー分布が使用される。このモデルに従うフェージングをレイリー・フェージングという。多重波間の伝播路の差が波長に比べて十分大きいときに有効である。
強い見通（LOS：line of sight）を含むレイリーフェージングは、ライズ分布に従いライスフェージングと呼ばれる。

## コンピュータネットワークのマルチパス
インターネット通信のマルチパスは、さまざまなレイヤー（ネットワークの層）のレベルやさまざまな手法で行うことができる。たとえばTCPレベルで行う方法、複数のルータを使う方法、複数の回線業者に同時接続できるルータを使う方法、複数のネットワークカードを1台のPCにさす方法などがある。
マルチパスTCP
TCPを使ったマルチパス技術は特に「マルチパスTCP」（en:Multipath TCP、略語MPTCP）という。
2013年1月、IETFは、RFC 6824でマルチパスに関する仕様を実験標準として公開した。そしてそれは2020年3月にRFC8684のMultipath TCP v1 specificationに変更された。
次のOSやシステムなどではすでに実装されている。
- Linuxカーネル (ルーヴァン・カトリック大学の有志によるリファレンス実装)
- FreeBSD (IPv4のみ。スウィンバーン工科大学によるもの)
- F5 Networks BIG-IP LTM
- Citrix Netscaler
- iOS 7（Apple社。2013年9月～。Multipath TCPに取り組んだOSとしては一番手。このバージョン以降なら、どのアプリケーションもマルチパスTCPを使える状態となっている）
- Mac OS X 10.10（Apple社。2014年～）
- Alcatel-LucentはMPTCP proxy version 0.9のソースコードを2012年10月に公開。

詳細はマルチパスTCP
複数のルータを設置する方法
センタと複数の拠点を持つネットワークで、センタに複数のルータを設置することでマルチパスを実現し、トラフィックを分散させる技術。センタ拠点間の通信経路をスタティックに制御できる。
複数の回線に並行接続できるルータを使用する方法
一部のルータでは、複数の光回線に同時接続することでマルチパスを実現できる。